# Arthopleona
Los artropleones (Arthopleona) son un orden de colémbolos con el cuerpo más alargado que los especímenes de los otros subórdenes, por tanto las zonas torácica y abdominal, son fácilmente visibles (no aceptado por todos los taxónomos). El suborden  se subdivide en la superfamilia Poduroidea, también conocida como Poduromorpha, y la superfamilia Entomobryoidea, también conocida como Entomobryomorpha. La mayoría de los poduromorfos viven en la tierra o la hojarasca, generalmente son de movimientos lentos, y tiene el primer segmento del tórax desarrollado. Los entomobriomorfos viven entre vegetación baja y en árboles, son activos y tiene el primer segmento del tórax reducido. Como en todo, hay excepciones.
La superfamilia Poduroidea contiene una sola familia Poduridae.
Hay otras seis familias. Onychiuridae, Hypogastruridae y Poduridae tienen mandíbulas con una placa molar que probablemente sirve para moler la comida. Odontellidae, Neanuridae y Brachystomellidae tienen mandíbulas sin placa molar o simplemente no tienen mandíbulas. Los miembros de estas tres últimas familias se alimentan de partículas en suspensión, o la pellizcan. 
La superfamilia Entomobryoidea, tiene el primer segmento torácico reducido. Se subdivide en nueve familias, Cyphoderidae, Entomobryidae, Isotomidae, Oncopoduridae, Tomoceridae, Paroellidae.

## Poduroidea en el mundo
En Australia, únicamente se tiene registrada la presencia de cinco de las seis familias.
Neanurida se encuentra principalmente en las zonas más húmedas de Australia. Algunas especies se encuentran en el litoral costero, otros viven como parte de los descomponedores de la tierra. Comúnmente ciegos y blancos o pálidos, esta familia también se ve representada por especies largas y de colores oscuros. Muchos tienen una doble punta en el abdomen. Las patas y las antenas son siempre cortas, y la furca es corta o ausente. Los segmentos del cuerpo son rechonchos y carnosos, generalmente con diseños de largos y redondos tubérculos.
Odontellidae se ubica en bosques húmedos y tierra de hojas. Las patas, antenas y la furca son cortas. Los segmentos del cuerpo son redondos. EL abdomen es más largo que el tórax.
Brachystomellidae y Hypogastruridae, encontrados principalmente en las zonas más húmedas de Australia. Las patas y las antenas son cortas, la furca es corta o ausente. Los segmentos del cuerpo son redondos. La única diferencia entre estas dos familias es que los que pertenecen a Brachystomellidae nunca tienen mandíbulas, en cambio los que pertenecen a Hypogastruridae siempre la tienen.
La presencia o ausencia de mandíbulas refleja los medios de alimentación. Sobre la base de esto, Hypogastruridae probablemente es parafilética y Brachystomellidae sería polifilética. Ninguna de las dos está bien definida, sin embargo entre ambas puede que condensen una sola unidad evolutiva.
Onychiuridae se encuentra en la tierra. La mayoría sino todas las especies de esta familia son introducidas. Los segmentos del cuerpo son redondeados mas no tanto como en el resto de las familias. Son de color blanco, amarillo pálido o rosado pálido, no tienen ojos. Las antenas y patas son cortas, no tienen furca. Los órganos secretores (pseudocelli) se encuentran distribuidos en filas en el tórax y el abdomen.